# Lluïsa Bosch i Pagès
Lluïsa Bosch i Pagès (Altstätten, Suïssa 1880 - Barcelona, 1961) va ser una compositora, pedagoga de la música i arpista catalana.

## Biografia
De família catalana establerta a Suïssa, va començar els seus estudis musicals al conservatori de Ginebra amb E.Jaques-Delcroze, G. Barlan, G.Humbert i amb l'arpista E.Tramonti. Els amplià al conservatori de París amb A.Hasselmans i G.Verdalle. A Barcelona estudià composició amb Felip Pedrell.
En la seva faceta de professora, entre 1916 i 1932 ensenyà arpa al conservatori de Ginebra, i també ho feu als de Lausana, Neuchatel, Montreux i Berna; més endavant creà la seva pròpia escola de música, i també impartí lliçons a l'Institut Casals de Barcelona (1931-1936). Publicà diverses obres de caràcter pedagògic: Méthode d'exercices pour la harpe, la de més èxit, fou adoptada a conservatoris de París, Londres, Nàpols, Sant Petersburg i als de diversos països llatinoamericans. Col·laborà en publicacions periòdiques com la Revista Musical Catalana (en els anys 20 hi tenia la secció Des de Suïssa), Música i Informador (Madrid).
Concertista extraordinària, el 1931 declarava que havia fet 1.200 concerts a Catalunya, Alemanya, França i Suïssa. En els anys 30 s'instal·là a Barcelona, amb la important col·lecció d'instruments musicals antics que havia aplegat, com arpes del segle xvii o una espineta del segle xv. L'any 1934, i juntament amb Joan Gibert, inicià els concerts de l'Associació de Música Antiga, d'on fou presidenta fundadora.

## Obres
- Petit prélude pour harpe[1]
- Prélude pour deux harpes et quator à cordes[1]
- Pièces pour chant et harpe[1]
- Plegaria (1932)
- Septuor (1933), per a set arpes[4]